# 다비드 엘라자르
다비드 엘라자르(히브리어: דוד אלעזר, 영어: David Elazar, 1925년 8월 25일 ~ 1976년 4월 15일)는 1972년부터 1974년까지 이스라엘 방위군(IDF)의 제9대 참모총장이었다. 그는 욤키푸르 전쟁의 여파로 사임해야 했다.

## 생애 및 경력
다비드 엘라자르는 유고슬라비아 사라예보에서 스파라드 유대인 혈통을 가진 가정에서 태어났다. 그는 1940년 유스 알리야 프로그램으로 팔레스타인으로 이민을 갔고 키부츠 아인셰머에 정착했다. 그는 곧 팔마흐에 입대했고 예루살렘의 산 시몬 수도원 전투를 포함하여 1948년 아랍-이스라엘 전쟁 동안 많은 중요한 전투에서 싸웠다. 군인으로서, 그는 계급을 뛰어넘었고, 마침내 하렐 여단의 유명한 하포르짐 대대의 지휘관으로 일했다.
전쟁이 끝난 후에도 엘라자르는 군대에 남아 1956년 제2차 중동 전쟁 이후 기갑군단으로 옮겼다. 1961년에는 군단장 하임 바르레프의 부관으로 임명되어 기갑군단의 사령관을 맡았다. 1964년까지 이 직책을 유지하다가 1969년까지 북부 사령부의 사령관으로 지냈다. 1967년 제3차 중동 전쟁에서 그는 당시 시리아의 일부였던 전략적 골란고원을 점령하는 데 중요한 역할을 했고, 이틀 만에 점령을 감독했다.
전쟁이 끝난 후, 엘라자르는 총참모부의 최고 운영 책임자로 일했다. 1972년 1월 1일, 그는 참모총장으로 임명되었다.

## 총참모장
엘라자르가 재임 기간 동안 내린 결정 중 하나는 이스라엘 영공으로 이탈해 테러 임무를 수행하는 것으로 의심되는 리비아 여객기를 격추하라는 명령이었다. 이 비행기는 엘라자르의 직접 명령에 따라 시나이반도 상공에서 이스라엘 공군이 격추해 민간인 100여 명이 사망했다. 나중에야 이 여객기는 민간 항공기라는 사실이 밝혀졌는데, 이 항공기는 항해 실수를 저질렀다.
1973년 5월 27일, IDF는 비상사태를 발표했고 이집트군의 움직임에 대응하여 예비군들이 소집되었다. 비상사태는 이것이 단지 훈련이라는 것이 명백해졌을 때 취소되었다. 이 사건은 이집트군이 그해 말 욤 키푸르에서 전쟁을 준비하고 있지 않다고 믿게 했기 때문에 총참모부에 큰 영향을 미쳤다. 그러나 전쟁 이후, 이집트인들에 의해 수행된 이러한 빈번한 기동은 실제 공격이 발생했을 당시 이집트군 움직임의 진정한 의도에 대해 이스라엘인들에게 만족을 유도하기 위한 정교한 계략의 일부임이 분명해졌다.
9월 13일, 이스라엘은 이스라엘 항공기를 격추하려고 시도했던 시리아 전투기 13대를 격추했다.

## 사망
1976년 4월 15일, 그는 수영을 하다가 심근 경색으로 50세 나이로 세상을 떠났다. 그는 예루살렘 헤르츨 언덕에 묻혔다.